# Alone and Restless

Alone and Restless est un film américain réalisé par Michael Thomas Dunn, sorti en 2004.

## Fiche technique
- Titre : Alone and Restless
- Réalisation : Michael Thomas Dunn
- Scénario : Michael Thomas Dunn
- Production : Lisa M. Garthwaite
- Sociétés de production : Innovative Productions et MTD Studios
- Musique : Inconnu
- Photographie : Inconnu
- Montage : Michael Thomas Dunn et Joseph Reynolds
- Décors : Caroline Meyers
- Pays d'origine : États-Unis
- Format : Couleurs - 1,33:1 - Dolby Digital - 35 mm
- Genre : Drame
- Durée : 90 minutes
- Date de sortie : 2004 (États-Unis)

## Distribution
- Martin Seijo : Mace
- Jamie Belanger : Molly
- Caterina Christakos : Maggie
- Allan Medina : Ponch
- Michael Thomas Dunn : Jason
- Taylor Marr : Evans
- Christopher Zapatier : Matt
- Ronald Fox : Eddie
- Yve Wilson : Jane
- Humberto Bermudez : Simon
- Jean-Paul Gibeau : Avery
- Chris Byrum : Clerk
- Annalisa Kyler : Rachel
- Alex Frielings : Todd
- Bill Stanley : Louis

## Autour du film
- Le tournage s'est déroulé en Floride du 19 mai 2000 au 20 août 2001, et plus précisément à Baseball City, Casselberry, Cocoa Beach, Merritt Island, Orlando, Tamarac et Winter Park.